# Overheicop
Overheicop is een buurtschap in de gemeente Vijfheerenlanden, in de Nederlandse provincie Utrecht. Het ligt in het noorden van de gemeente, ongeveer twee kilometer ten westen van Schoonrewoerd.
Steden: Ameide · Leerdam · Vianen      Dorpen: Everdingen · Hagestein · Hei- en Boeicop · Hoef en Haag · Kedichem · Leerbroek · Lexmond · Meerkerk · Nieuwland · Schoonrewoerd · Tienhoven aan de Lek · Zijderveld
Buurtschappen: Achterdijk · Achthoven · Broek · Diefdijk (Vijfheerenlanden) · Diefdijk (Vijfheerenlanden en West Betuwe) · Geer · Helsdingen · Hoogeind · Hoogewaard · Kortenhoeven · Kortgerecht · Lakerveld · Middelkoop · Loosdorp · Oosterwijk · Ossenwaard · Overboeicop · Overheicop · Sluis · Tienhoven (Everdingen) · Weverwijk
Utrecht: Steden en dorpen in Utrecht      Nederland: Provincies · Gemeenten